# دنیس ریچاردز
دنیس لی ریچاردز (انگلیسی: Denise Lee Richards؛ زاده ۱۷ فوریه ۱۹۷۱) بازیگر، شخصیت تلویزیون، و مدل مد سابق آمریکایی است.

## گزیده فیلم‌شناسی
- اسلحه پر ۱ (۱۹۹۳)
- تامی و تی-رکس (۱۹۹۴)
- جنگاوران اخترناو (۱۹۹۷)
- جنایات جنسی (۱۹۹۸)
- آخر خوشگل‌ها (۱۹۹۹)
- دنیا کافی نیست (۱۹۹۹)
- ولنتاین (۲۰۰۱)
- نصیحت مفید (۲۰۰۱)
- امپراتوری (۲۰۰۲)
- برادر مخفی (۲۰۰۲)
- تو احمقی (فیلم)
- در واقع عشق (۲۰۰۳)
- فیلم ترسناک ۳ (۲۰۰۳)
- فاحشه (۲۰۰۴)
- الویس ساختمان را ترک کرد (۲۰۰۴)
- ادموند (۲۰۰۵)
- جولین (فیلم) (۲۰۰۸)
- عشق لعنتی (۲۰۰۹)
- حفاظت از شاهد مدیا (۲۰۱۲)
- اولین تولد (۲۰۱۸)
- هیچ‌کجا (۱۹۹۷)
- جنگاوران اخترناو (فیلم) (۱۹۹۷)
- پرواز پول  (۲۰۲۰)
- متأهل… بچه‌دار (۱۹۹۱)
- بورلی هیلز، ۹۰۲۱۰ (۱۹۹۲)
- ساینفلد (۱۹۹۳)
- رنگ‌های زنده (۱۹۹۳)
- فرندز (۲۰۰۱)
- دو مرد و نصفی (۲۰۰۳–۰۴)
- سرگرمی امشب (برنامه تلویزیونی) (۲۰۰۳–۲۱)
- رقص با ستارگان (۲۰۰۹)
- ایالت کوهستان آبی (۲۰۱۰–۱۱)
- ۳۰ راک (۲۰۱۲)
- مرداب آبی: بیداری (۲۰۱۲)
- ۹۰۲۱۰ (مجموعه تلویزیونی) (۲۰۱۲)
- مدیریت خشم (مجموعه تلویزیونی) (۲۰۱۲–۱۳)
- مادر قابل توجه (۲۰۱۵)
- جین باکره (۲۰۱۶)
- جسور و زیبا (2019–present)